# Bill Evans
William John "Bill" Evans ( /ˈɛvəns/, 16 tháng 8 năm 1929 – 15 tháng 9 năm 1980) là một nghệ sĩ dương cầm và nhạc sĩ nhạc jazz huyền thoại người Mỹ. Evans là một trong những nghệ sĩ nhạc jazz với nhiều phát kiến và để lại nhiều di sản nhất. 
Sinh ra tại Plainfield, New Jersey, ông được đạo tạo theo cách cổ điển, và nghiên cứu tại trường đại học Southeastern Louisiana. Năm 1955, ông chuyển đến New York, nơi ông làm việc với nhạc sĩ George Russell. Năm 1958, Evans gia nhập ban nhạc 6 người của Miles Davis, nơi ông đã tạo ra nhiều ảnh hưởng. Năm 1959, ban nhạc đã đắm mình vào dòng nhạc modal jazz, để rồi họ thu âm Kind of Blue, album nhạc jazz bán chạy nhất mọi thời đại.
Vào cuối năm 1959, Evans rời ban nhạc của Miles Davis và bắt đầu sự nghiệp như là trưởng nhóm trong một nhóm nhạc có Scott La Faro và Paul Motian. Năm 1961, 10 ngày sau khi thu âm Sunday at the Village Vanguard và Waltz for Debby, LaFaro đã qua đời trong một tai nạn xe hơi. Sau nhiều tháng im hơi lặng tiếng, Evans bắt đầu lại mọi thứ, tuyển mộ tay bass Chuck Israel.
Trong năm 1963, Evans thu âm Conversations with Myself, album là một sáng kiến trong nhạc jazz với kỹ thuật overdubbing độc đáo. Năm 1966, ông gặp tay bass Eddie Gomez, người mà sau này làm việc 11 năm với ông. Với rất nhiều album thành công tiếp nối, như Bill Evans at the Montreux Jazz Festival, Alone và The Bill Evans Album, và một vài album khác.
Nhiều sáng tác của Evans, như "Waltz for Debby", đã trở thành chuẩn mực và đã được chơi và thu âm lại bởi vô vàn nghệ sĩ. Trong sự nghiệp Evans được 31 đề cử Grammy và thu về 7 giải thưởng, ông cũng được khắc ghi ở Đại Sảnh Danh Vọng Down Beat Jazz.